# Kiyomizu-dera

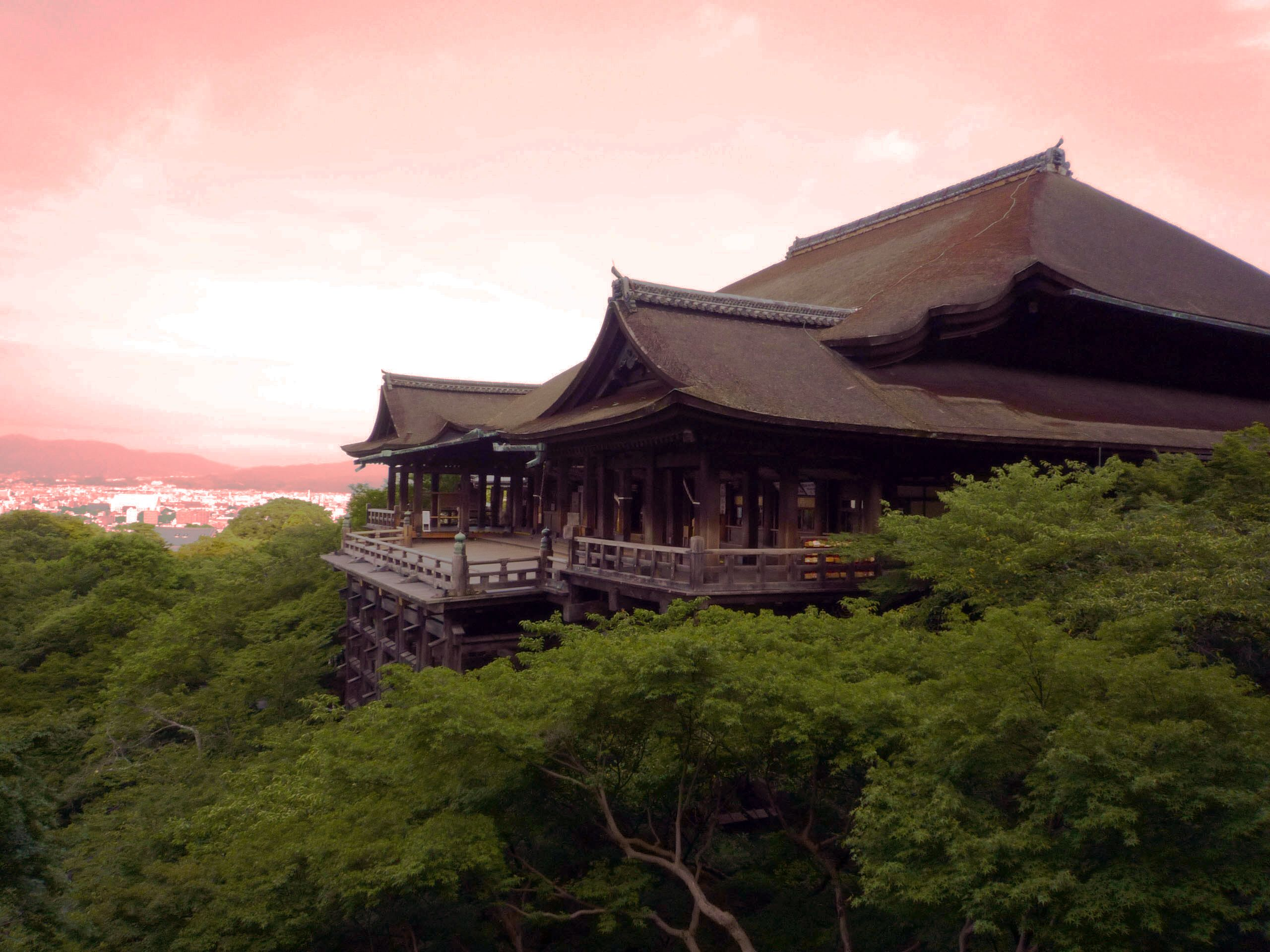
Kiyomizu-dera i östra Kyoto

Kiyomizu-dera (清水寺) eller Otowasan Kiyomizudera (音羽山清水寺) är ett buddhistiskt tempel i östra Kyoto i Japan.
Kiyomizu-dera är en del av historiska Kyoto som finns med på världsarvslistan.

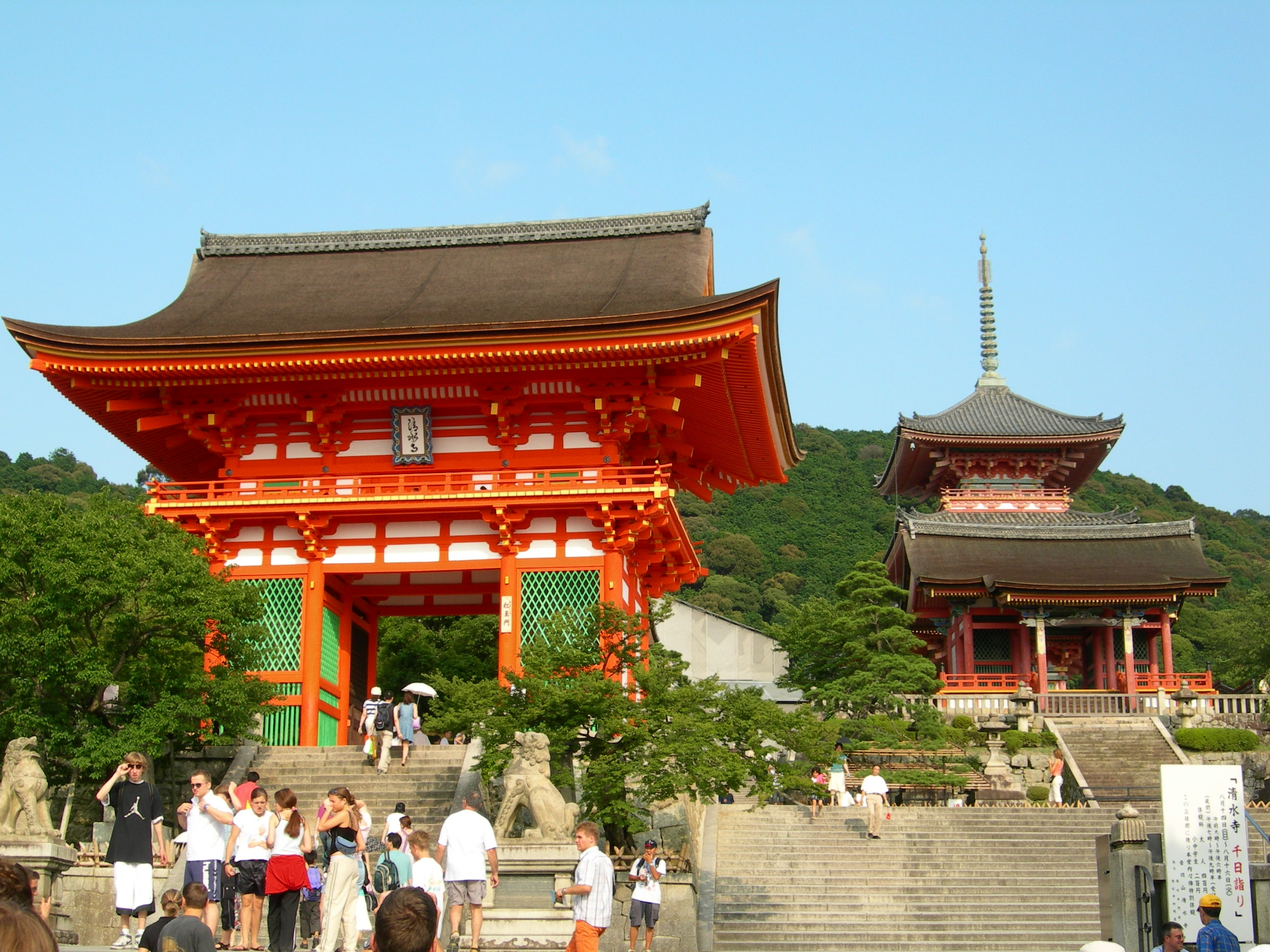
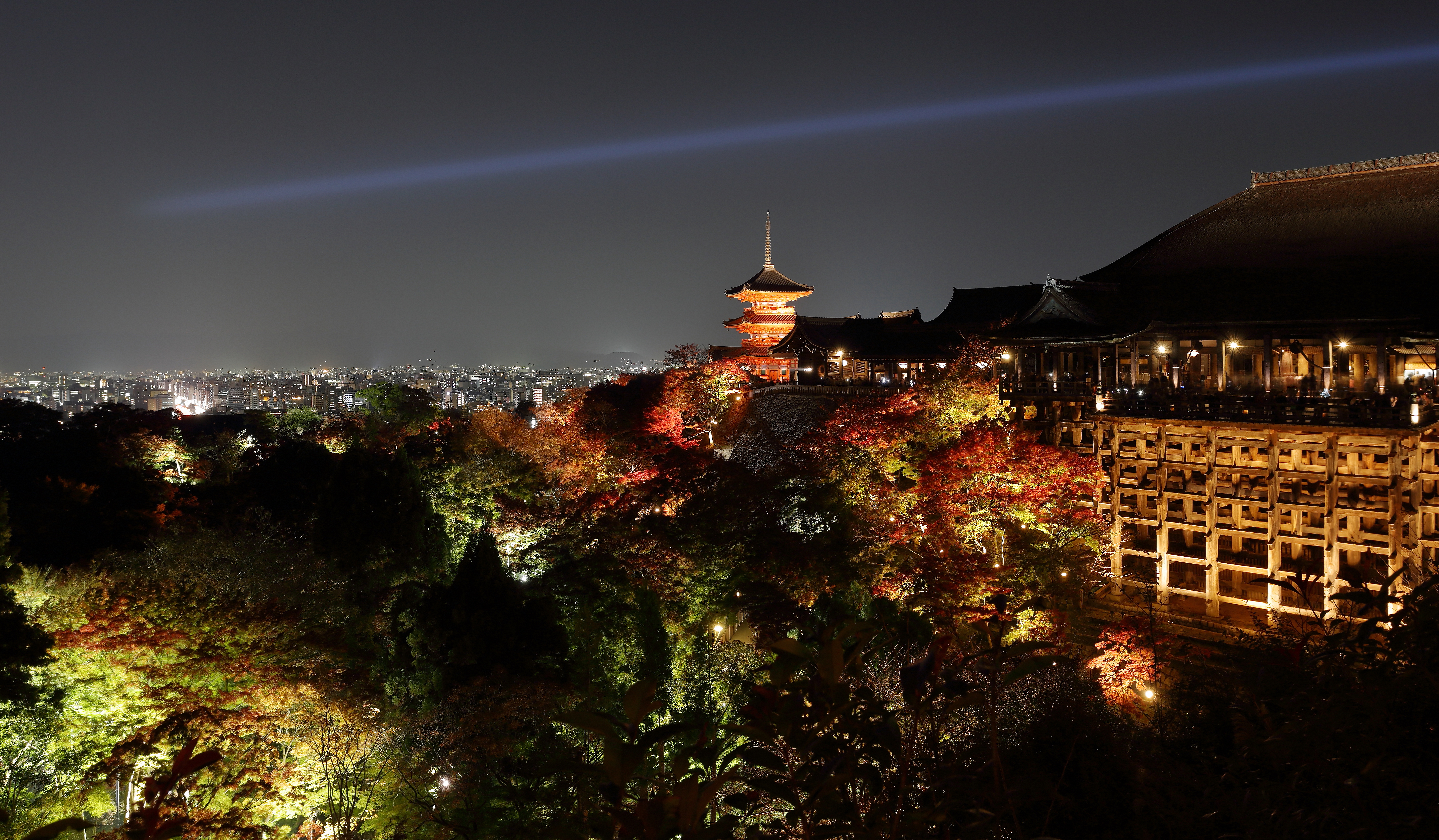
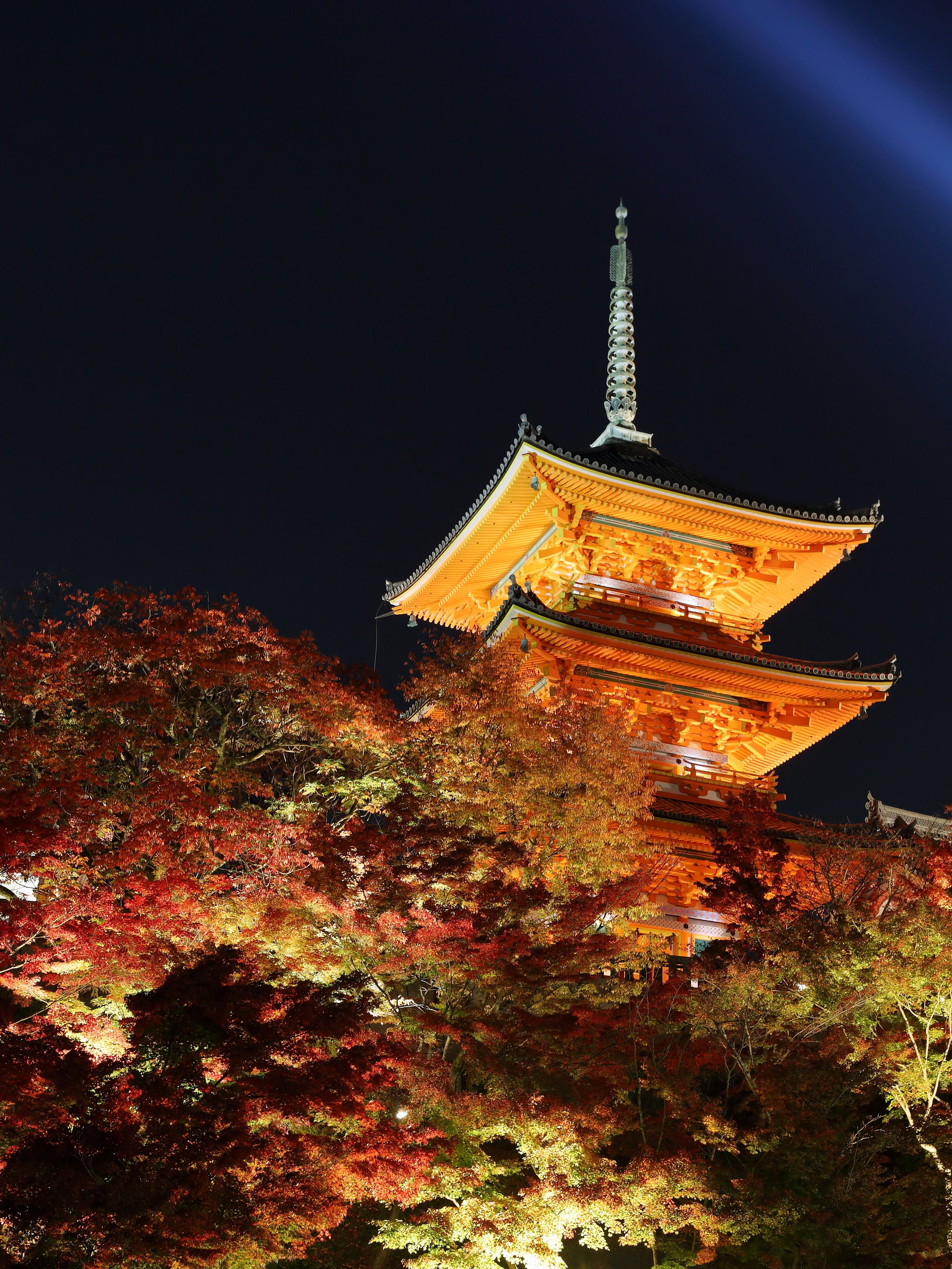
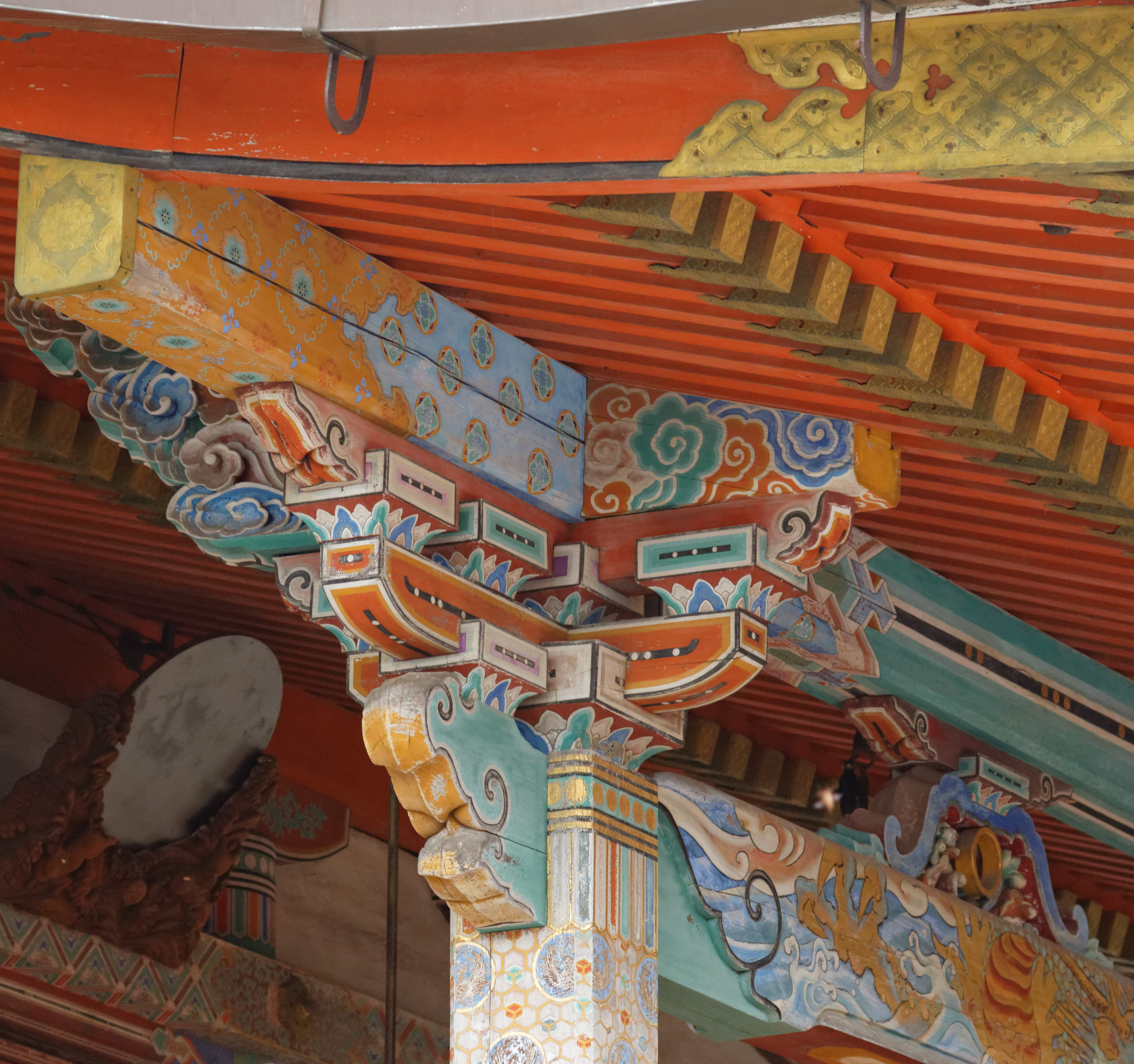
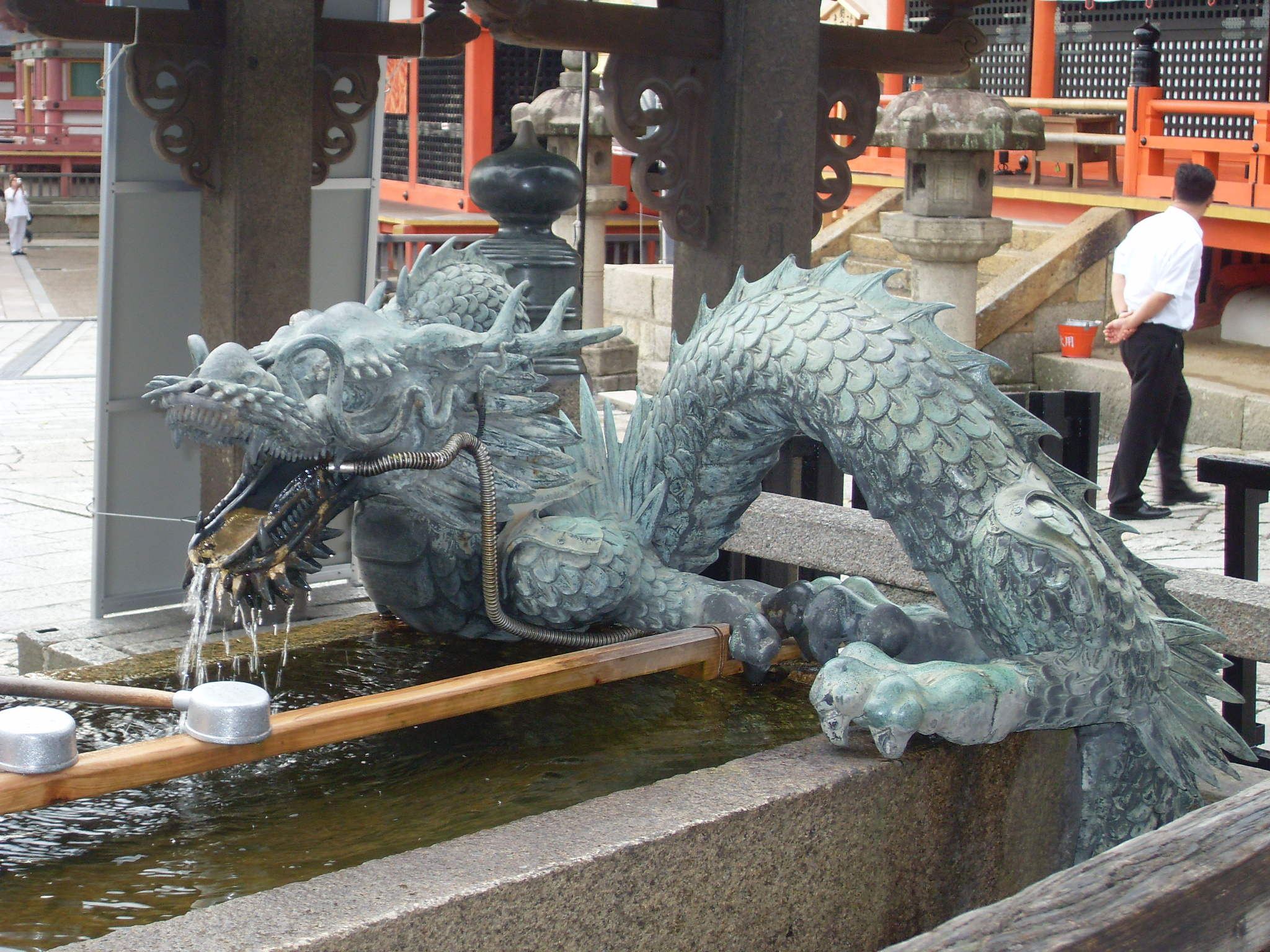
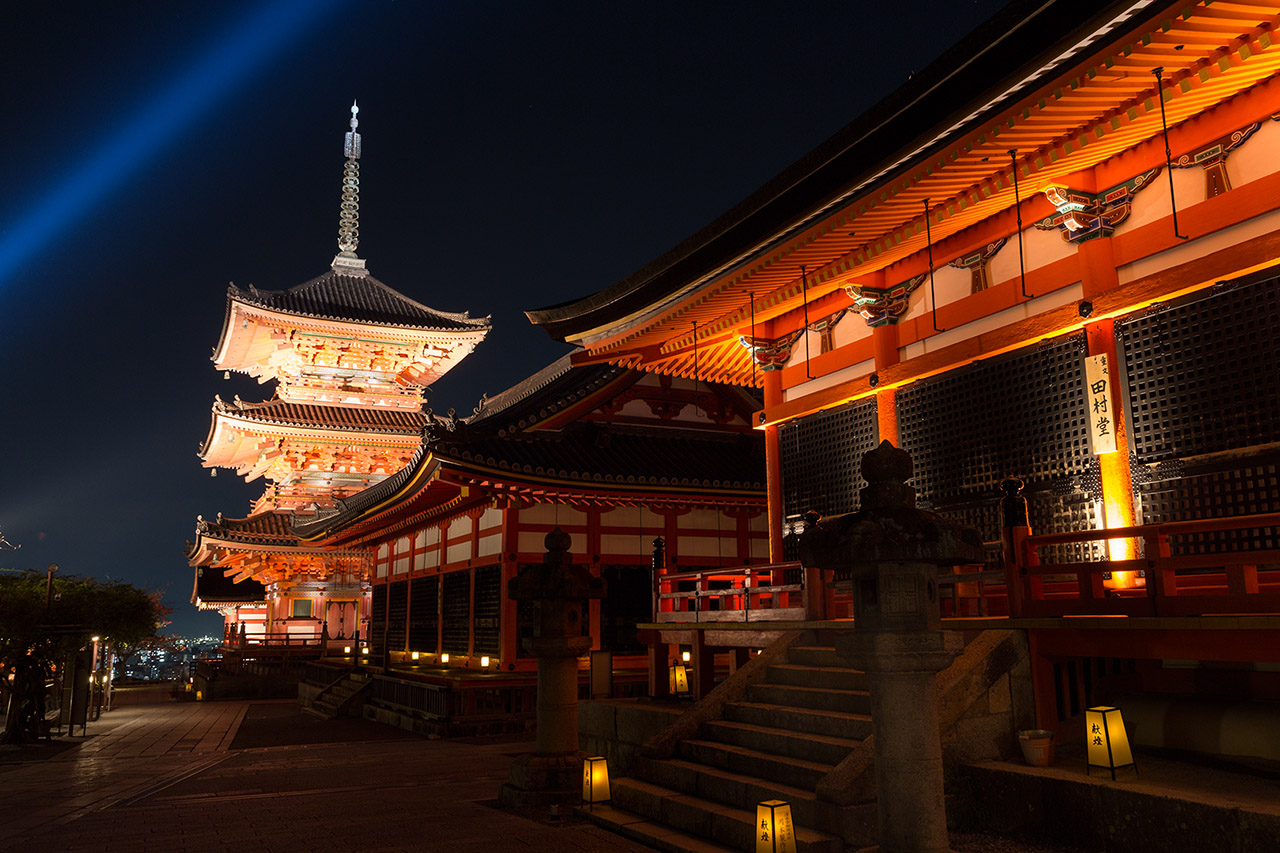
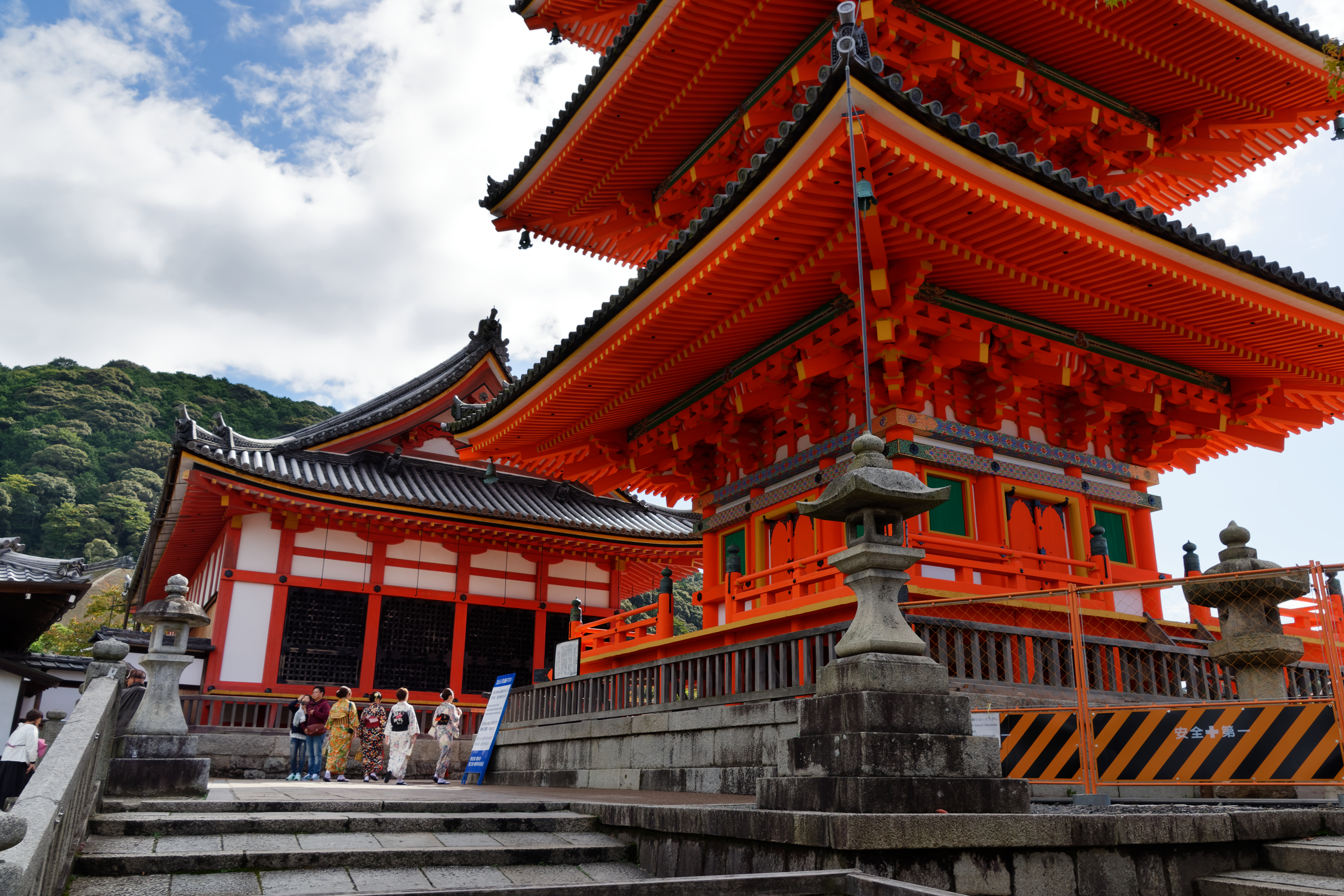